# Elton Rasmussen
Elton Rasmussen (* 27. Juli 1936; † 28. Dezember 1978) war ein australischer Rugby-League-Spieler. Er spielte während der 1960er-Jahre für die St. George Dragons und gewann mit ihnen von 1962 bis 1966 fünfmal hintereinander die Meisterschaft. Mit Australien gewann er 1968 die WM.

## Karriere
Rasmussen begann seine Karriere bei einem Verein in Toowoomba, bevor er 1959 sein erstes Spiel für Queensland hatte. Anschließend absolvierte er mit der australischen Nationalmannschaft eine Tour nach Europa, bei der er unter anderem an drei Länderspielen gegen Frankreich teilnahm.
1962 zog er von Queensland nach New South Wales und wechselte zu den St. George Dragons in die NSWRL. Er spielte anfangs als Pfeiler, bevor er auf die Position des Zweite-Reihe-Stürmers wechselte. Zwischen 1962 und 1966 gewann er mit St. George fünf Grand Finals hintereinander, diese waren Teil einer Siegesserie, die 1956 begonnen hatte und erst nach der Saison 1966 enden sollte. 1967 tourte er mit Australien erneut durch Europa und kam bei sechs Länderspielen zum Einsatz. Sein letztes Nationalmannschaftsspiel war bei der WM 1968 ein Sieg in der Gruppenphase gegen Neuseeland.
1969 war er als Spielertrainer für die Souths Logan Magpies in der Brisbane Rugby League (BRL) aktiv und absolvierte in seinem letzten Jahr als aktiver Spieler noch ein Spiel für Queensland.
Am 28. Dezember 1978 starb Elton Rasmussen im Alter von 41 Jahren an einem Herzinfarkt.